# Huszonegyes

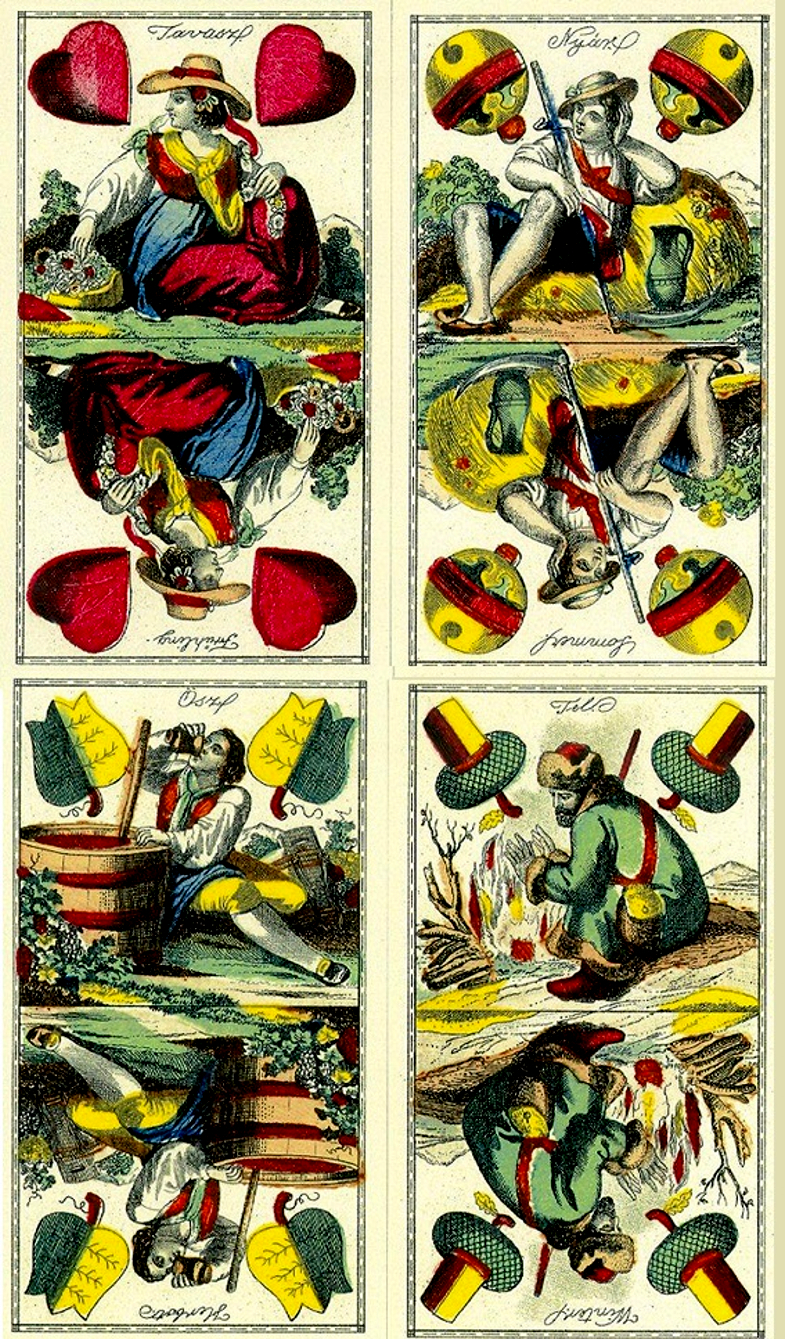
2 ász lap azonnal nyer

A huszonegyes egy magyar kártyával játszandó kártyajáték.
Egy bankár ellenében van öt-hat játékos, a bankárság lehet egynek a joga állandóan, de lehet felváltva minden játékosé. A kártyák értéke: ász 11, király 4, felső 3, alsó 2, a 10-es, 9-es, 8-as és 7-es ugyanannyi értékkel bírnak, mint amennyit mutatnak; a legjobb érték a két ász, aztán a 21, 20 és így tovább. 14-nél kevesebb egységgel megállni nem szabad. A bankár kezdetben minden játékosnak ad egy kártyát, akik azt megnézve a bank erejéig tehetnek pénzt; ha a vett kártya 2 ász, az azonnal nyer, mielőtt a bankár is venne lapot. Minden játékos véve kártyát, a bankár is vesz maga részére; az nyer, akinek többje van mint a bankárnak; ha csak annyi vagy kevesebb, úgy tétjét veszti. Akinél a felvett kártyák összértéke a 21-et meghaladja, „befuccsol”, tétjét azonnal veszti.
Hasonló játékot francia kártyával is lehet játszani.

## Hatása a népnyelvre
A különösen nagy kockázatvállalás kifejezésére használatos szólás a „19-re lapot kér”. Amennyiben egy játékos lapjainak összértéke 19, egy alsót kapva 21-e lesz, tehát nyerhet. Bármilyen más lap esetében viszont azonnal veszít.

## Az irodalomban
Beöthy Zsolt Kálozdy Béla című regényében Hajós Mátyás 12 évesen vallásórán huszonegyezett, és ezért elzárással büntették az iskolában.
Bürger Münchhausenének Gaál Mózes-féle fordításában két amerikai milliomos azon veszett össze, „hogy melyik több: két ász, vagy a tizes és ász”.
Gárdonyi Géza Mummery Róbert álnéven írt A világjáró angol című kalandos regényében 140 sas repíti ki a címszereplő, felesége, Pombó és Sárközi Pista szekerét a sivatagból, és a levegőben kókuszdióba játszottak huszonegyest. „A magyar két óra alatt Afrikának összes kókuszdió termését elnyerte...”
Gion Nándor Virágos katona című regényében Váry János, vajdasági magyar földesúr minden karácsonykor névnapi kártyapartit tart, melyen a falusi szerbek és svábok ellen a birtokát teszi fel tétnek huszonegyes játékon. A partikon a főszereplő, Rojtos Gallai István oszt.
Veres Péter A juhász és a pulija című novellájában Miska juhász Bandi gulyással huszonegyest játszik. A gulyás elnyeri a juhász minden pénzét, ráadásul a birkák tiltott helyre mennek, és Fürge, a kis puli nem tudja őket megfelelően terelni, amiért Miska elveri.